# Tour de Langkawi
Die Tour de Langkawi ist ein Etappenrennen für Radrennfahrer in Malaysia und erhielt seinen Namen von der Insel Langkawi in der Andamanensee.
Das Rennen ist der Globalisierung und der Suche nach Sponsoren für den Radsport zu verdanken, ähnlich wie bei der Formel 1 oder dem Fußball, wo ebenfalls neue Gebiete erschlossen werden. Finanzielle Probleme gefährdeten zwischen 2005 und 2007 wiederholt den Fortbestand der Veranstaltung, welche sich aber fest im internationalen Rennkalender etabliert hat.

## Geschichte

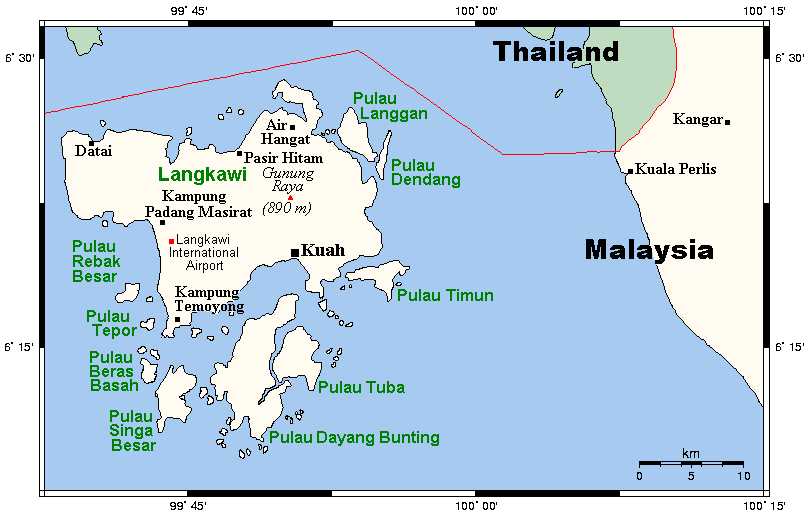
Karte der Insel Langkawi

Das seit 1996 auf Initiative des damaligen Premierministers Tun Mahathir bin Mohamad ausgetragene Rennen fand zunächst jährlich Ende Januar oder Anfang Februar statt und umfasste meist zehn Etappen. Wegen der finanziellen Schwierigkeiten wurden in einigen Jahren nur sieben Etappen gefahren. 2010 wurde die Tour de Langkawi zum ersten Mal Anfang März ausgetragen. Offizieller Veranstalter ist das Ministerium für Jugend und Sport.
Traditionell findet die Königsetappe mit einer Bergankunft in den Genting Highlands statt. Der Anstieg dorthin ist über 30 Kilometer lang und endet auf einer Höhe von 1700 Metern über dem Meeresspiegel. Der Schlussabschnitt führt jedes Jahr nach oder durch die Hauptstadt Kuala Lumpur, wo unter anderem auch die berühmten Petronas Towers passiert werden.
Die Tour wird gerne als Vorbereitungsrennen von UCI World Teams genutzt, die dann mit kleineren Radsportteams aus Asien, Australien und Amerika zusammen fahren, weil in Europa das Klima noch recht rau ist. Seit 2005 gehört sie zur UCI Asia Tour und ist in die Kategorie 2.HC eingestuft. Die erste Ausgabe 1996 gewann der Australier Damian McDonald. Italien ist mit vier Gesamtsiegen italienischer Fahrer die erfolgreichste Nation des Rennens, gefolgt von Kolumbien mit drei Erfolgen. Der Kolumbianer José Serpa und der Italiener Paolo Lanfranchi gewannen das Rennen je zweimal.

## Wertungstrikots
- Gelbes Trikot – Gesamteinzelwertung
- Blaues Trikot – Punktewertung
- Rotes Trikot – Bergwertung
- Weißes Trikot – Bester asiatischer Fahrer[1]

## Siegerliste
- 2024  Max Poole
- 2023  Simon Carr
- 2022  Iván Sosa
- 2021 nicht ausgetragen wegen der COVID-19-Pandemie
- 2020  Danilo Celano
- 2019  Benjamin Dyball
- 2018  Artjom Owetschkin
- 2017  Ryan Gibbons
- 2016  Reinardt Janse van Rensburg
- 2015  Youcef Reguigui
- 2014  Mirsamad Pourseyedi
- 2013  Julián Arredondo
- 2012  José Serpa
- 2011  Jonathan Monsalve
- 2010  José Rujano
- 2009  José Serpa
- 2008  Ruslan Ivanov
- 2007  Anthony Charteau
- 2006  David George
- 2005  Ryan Cox
- 2004  Fredy González
- 2003  Tom Danielson
- 2002  Hernán Darío Muñoz
- 2001  Paolo Lanfranchi
- 2000  Christopher Horner
- 1999  Paolo Lanfranchi
- 1998  Gabriele Missaglia
- 1997  Luca Scinto
- 1996  Damian McDonald